# Зинченко, Алексей Павлович
Алексе́й Па́влович Зи́нченко (30 марта 1937, село Кононовка, Лубенский район, Полтавская область — 20 апреля 2023) — советский и российский специалист в области статистики и экономики сельского хозяйства; доктор экономических наук (1983), профессор (1985); член-корреспондент РАН; Заслуженный деятель науки Российской Федерации (1996).

## Биография
В 1959 году окончил экономический факультет Московской сельскохозяйственной академии им. К. А. Тимирязева по специальности «Экономика и организация социалистического сельского хозяйства», затем исполнял обязанности заведующего опорным пунктом ВНИИ экономики сельского хозяйства в совхозе «Гигант» (Ростовская область).
С 1961 года преподавал в Московской сельскохозяйственной академии: ассистент, доцент (с 1967), профессор (с 1983), заведующий кафедрой статистики (с 1990); декан экономического факультета (1989—1994); в последнее время — профессор кафедры статистики и эконометрики. Был проректором Всесоюзной высшей школы управления АПК (1985—1988).
Скончался 20 апреля 2023 года. Похоронен в Москве на Даниловском кладбище (колумбарий 10, секция 3).

## Научная деятельность
В 1964 году защитил кандидатскую, в 1982 году — докторскую диссертацию.
Член-корреспондент Российской академии сельскохозяйственных наук (1991), Российской академии наук (2014; по специальности «Статистика»). Действительный член Международной академии информатизации (1993).
Член Учёного совета Межгосударственного статистического комитета стран СНГ, научно-методологического совета Росстата, научно-технического совета Минсельхоза РФ, бюро отделения экономики земельных отношений РАСХН, межведомственной методологической рабочей группы по организации и проведению Всероссийской сельскохозяйственной переписи.
Член диссертационного совета по специальности «Бухгалтерский учёт, статистика» ВНИИЭСХ.
Член редакционных коллегий: статистического сборника «Сельское хозяйство, охота и лесоводство в России», журналов «Вопросы статистики» и «Известия ТСХА».
Подготовил 15 кандидатов наук.
Автор более 300 научных работ.

## Награды
- Заслуженный деятель науки Российской Федерации (1996)
- медаль «В память 850-летия Москвы» (1997)
- памятная медаль «50 лет начала освоения целинных земель» (2004)
- премия Правительства Российской Федерации в области образования (2006) — за участие в подготовке учебника «Курс социально-экономической статистики»
- Золотая медаль «За вклад в развитие агропромышленного комплекса» (Министерство сельского хозяйства России, 2007)
- Медаль «За заслуги в проведении Всероссийской сельскохозяйственной переписи 2006 года» (Росстат, 2007)
- Золотая медаль имени В. С. Немчинова РАСХН (2012)
- нагрудный знак «Отличник статистики» (2014)
- нагрудный знак — медаль К. А. Тимирязева «За большой личный вклад в развитие агарной науки и образования» (2015)
- почётные грамоты:
  - Министерства сельского хозяйства и продовольствия РФ (1997), Министерства сельского хозяйства РФ (2002)
  - РАСХН (1997; 2002 — За многолетнюю плодотворную научно-педагогическую деятельность; 2007)
  - Министерства сельского хозяйства Московской области (2007)
  - губернатора Московской области (2007)
  - Федеральной службы государственной статистики (2009)
- дипломы:
  - II степени Межрегиональной ассоциации «Агрообразование» (2002) — за учебное пособие «Сельское хозяйство в системе национального счетоводства»
  - I степени Департамента научно-технологической политики и образования Минсельхоза России (2009) — за создание учебного пособия «Статистика и бухгалтерский учёт»
- благодарности:
  - Председателя Совета Федерации Федерального Собрания РФ (2005)
  - Секции статистики ЦДУ РАН (2009) — за большой вклад в развитие статистической науки и практики и в связи с 70-летием Секции статистики Центрального дома учёных Российской академии наук[1][2].